# Fedtafgift
Fedtafgift var en punktafgift på mættet fedt i fødevarer, som den daværende VK-regering indførte som led i Forårspakke 2.0, der blev vedtaget med Dansk Folkeparti i marts 2009. Afgiften trådte i kraft 1. oktober 2011 og udgør 16 kr. pr. kg mættet fedt i fødevaren. Som led i SRSF-regeringens aftale om finansloven for 2013 med Enhedslisten afskaffes afgiften pr. 1. januar 2013.
Fedtafgiften opkræves i første omgang af producenter og importører af de afgiftspligtige varer, men afgiften har medført højere priser på eksempelvis kød og mejeriprodukter. En undersøgelse fra Fødevareøkonomisk Institut ved Københavns Universitet har påvist, at det fik forbruget af fødevarerne til at falde markant i sidste del af 2011.

## Kritik
Afgiften blev foreslået af Forebyggelseskommissionen i 2009, som beregnede, at en afgift på mættet fedt (på 20 kr. pr. kg) efter 10 års virkning vil have forlænget danskernes gennemsnitslevealder med 5,5 dag. Selv om den faktiske afgift blev lavere, var kritikken af den lige fra indførelsen massiv. Dels viste den sig at være en stor administrativ byrde for virksomhederne, dels var den mistænkt for at øge grænsehandlen. Endelig blev den kritiseret for at have en social slagside. Således viste beregninger fra Landbrug & Fødevarer, at enlige mødre med børn rammes forholdsvist hårdere af afgiften end familier med to voksne og to børn.

## Afskaffelsen
Både Venstre,  Konservative og Dansk Folkeparti endte med at fortryde afgiften allerede året efter dens ikrafttræden, ligesom hverken regeringspartierne Socialdemokraterne, Radikale Venstre og Socialistisk Folkeparti eller støttepartiet Enhedslisten var tilhænger af den. Imidlertid viste det sig vanskeligt at afskaffe afgiften, der sammen med andre afgifter i Forårspakke 2.0 bidrager med et årligt provenu til statskassen på 1,4 milliarder kroner. 
Først ved indgåelsen af finanslovsaftalen for 2013 lykkedes det at finansiere en afskaffelse af fedtafgiften. Det sker ved at sænke personfradraget med 900 kroner og forhøje bundskatten med 0,19 procentpoint.